# Kościół Lutra w Szczecinie
Kościół Lutra (niem. Lutherkirche) – kościół ewangelicki, znajdujący się dawniej przy ulicy Robotniczej 4 w Szczecinie (osiedle Żelechowa). Zniszczony podczas II wojny światowej.

## Historia
Usytuowany na wzniesieniu neogotycki, ceglany kościół został zbudowany w latach 1885–1886. Był to trójnawowy budynek z niewielkim prezbiterium, zwieńczony kwadratową wieżą ze smukłym, stożkowatym hełmem. Wewnątrz kościoła znajdowały się rzeźby przedstawiające świętych Piotra i Pawła, Marcina Lutra i Jana Bugenhagena, w oknach zaś witraże przedstawiające sceny z życia Lutra.
Kościół został poważnie zniszczony podczas alianckich nalotów w maju i sierpniu 1944 roku. Po wojnie proboszcz żelechowskiej parafii ks. Józef Pochoda-Rogowski zabiegał o odbudowę kościoła z celem zaadaptowania go na potrzeby wspólnoty rzymskokatolickiej, władze miejskie podjęły jednak decyzję o jego rozbiórce, która nastąpiła w 1954 roku.
Zachował się wzniesiony w 1918 roku neogotycki budynek parafialny przy ul. Robotniczej 5-6.